# Emmelia eburnea
Emmelia eburnea is een vlinder van de familie van de uilen (Noctuidae). De wetenschappelijke naam van deze soort is voor het eerst voorgesteld als Acontia eburnea door Hermann Hacker in een publicatie uit 2010.
De soort komt voor in Liberia en Ivoorkust.